# Ford Model 48
O Model 48 foi uma atualização do Ford Model 40A e do Model V8 da Ford Motor Company, o Model 48 foi o principal produto da empresa criado em 1935, ele  foi marcado por seus facelifts anuais e upgrades de acessórios automotivos que o descaracterizou em 1937, gerando o seu sucessor o Ford V8 de 1937, sendo totalmente redesenhado para 1941. Custo beneficio do Model 48 que envolvia o seu preço, praticidade e design fez com que a Ford superasse a Chevrolet em vendas naquele ano (1935), com mais de 820 mil unidades vendidas.

## 1935

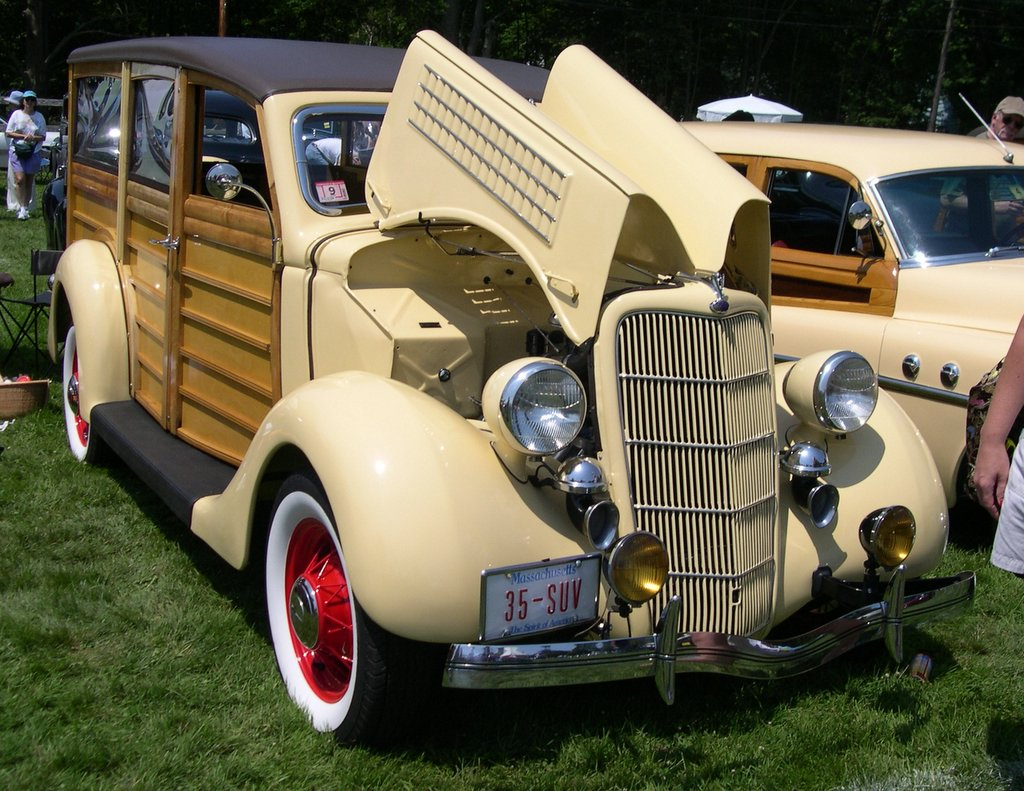
Station Wagon de madeira

O Ford Model 48 de 1935 foi uma atualização completa do popular Ford V8. O motor que ainda de encontrava no Model 40A de quatro cilindros não foi mais oferecido pela Ford, deixando apenas o 221 CID (3.6 L) V8 para equipar todos os caminhões da Ford. A suspensão de eixo de torção da ford permaneceu, mas a mola dianteira foi realocada antes do eixo para permitir maior volume interior. A carroceria foi abaixada e o novo assento "Center-Poise" melhorou o conforto do carro.
Visualmente, o Ford 1935 era muito mais moderno que os seus antecessores, ele contava com a grade mais a frente e tornada mais proeminente em relação ao pára-lamas menos enfatizados e mais harmônicos com a carroceria. Sendo claramente um grande avanço de design surgindo então os sedãs "trunkback", embora o tradicional "flatback" também fosse oferecido. Os seus painéis de madeira foram fabricados na fábrica Ford Iron Mountain no Michigan, a partir de madeiras da propriedade da Ford no estado.
Duas linhas de acabamento foram oferecidas, padrão e DeLuxe, em vários estilos de carroceria, incluindo um roadster, um cupê de três janelas e de cinco janelas, um sedã Tudor e Fordor nas versões flatback ou trunkback, um sedã conversível, uma station wagon de madeira, e o novo caminhão model 51 . Assentos "Rumble" eram opcionais apenas no cupê. Um medidor de pressão de óleo (custando US$ 4) e dois limpadores de pára-brisa eram opcionais. para se ter o rádio como opcional precisaria substituir o cinzeiro por ele.

## 1936

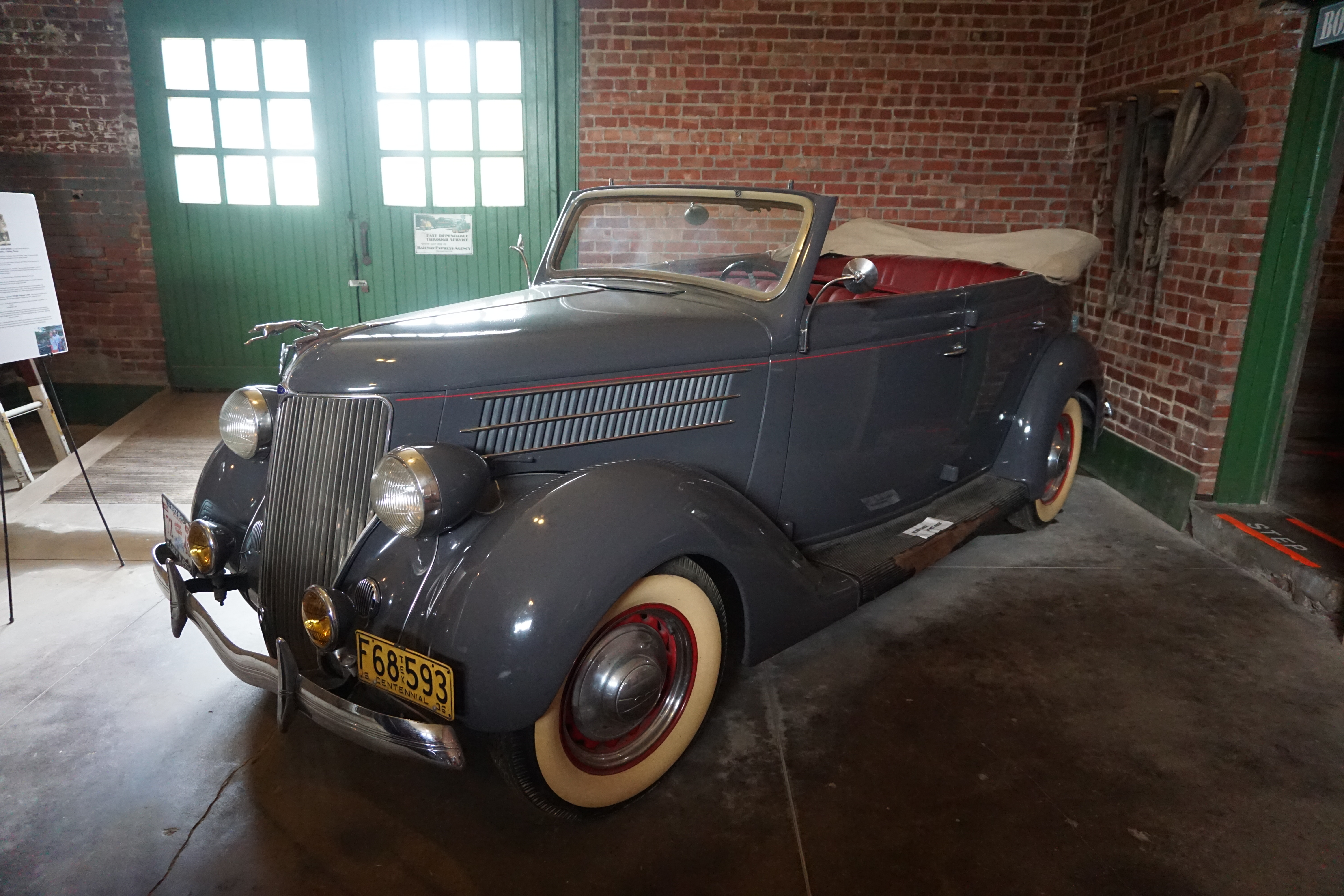
Ford Model 48 Convertible

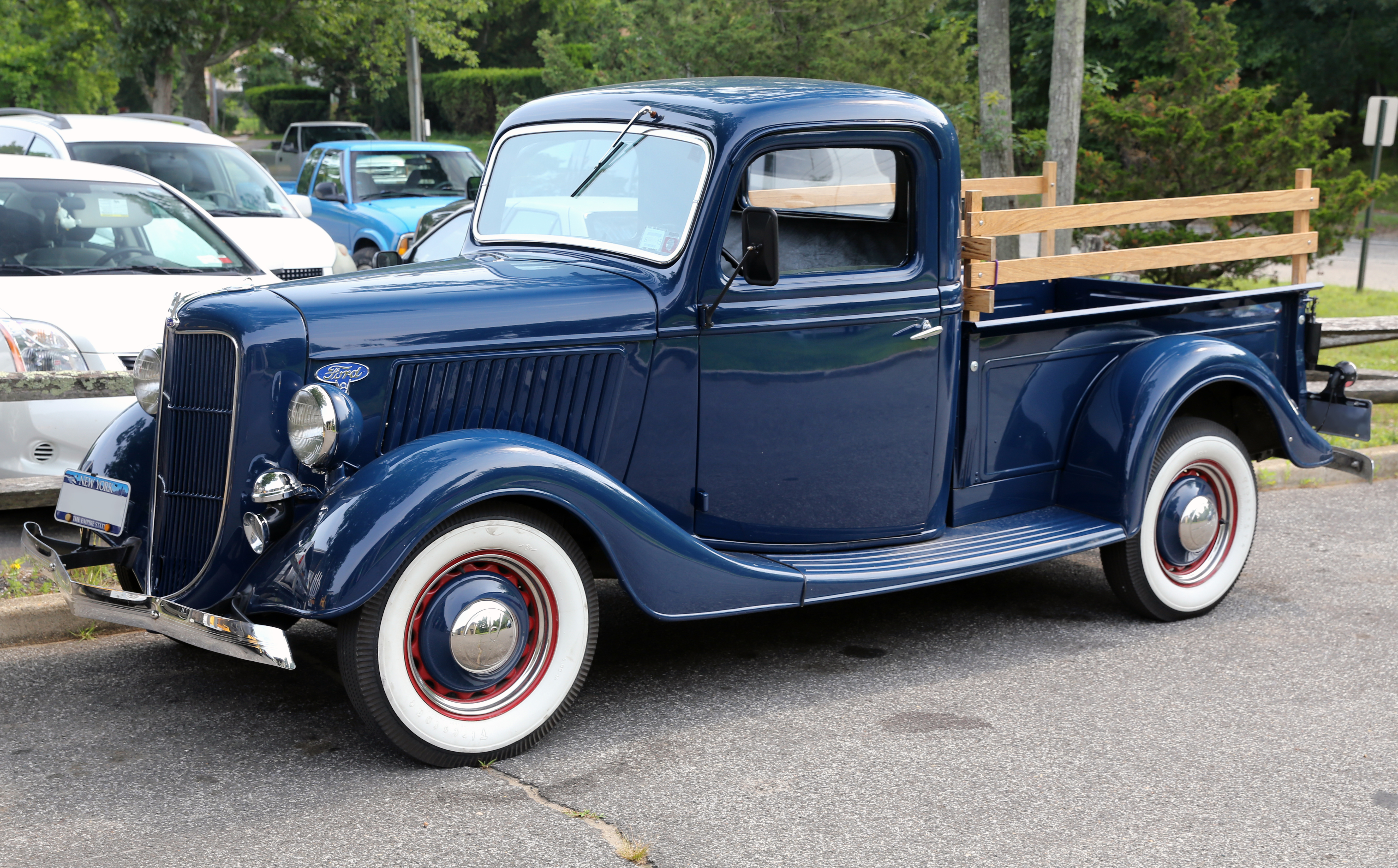
Ford Model 67 Pickup de 1936

A Chevrolet recuperou a liderança de vendas no final de 1936, mas a Ford ainda vendia muito bem o Model 48. E naquele ano ela lançou um novo modelo, ele foi o Ford Model 48 cabriolet, este modelo contava com um pára-brisa emoldurado e capota de tecido impermeável, o seu design se tornou popular na época.
A aparência foi atualizada com uma grade pentagonal invertida com barras totalmente verticais sob um capô proeminente e três tiras laterais cromadas horizontais (Apenas nos modelos DeLuxe). Ele design proeminente da Ford, também trouxe o carro para os tempos modernos. Os caminhões daquele ano continuaram com a grade antiga. Outra mudança importante para o ano de 1936 foram o uso de rodas de aço prensado em vez das rodas de raios de arame

## 1938

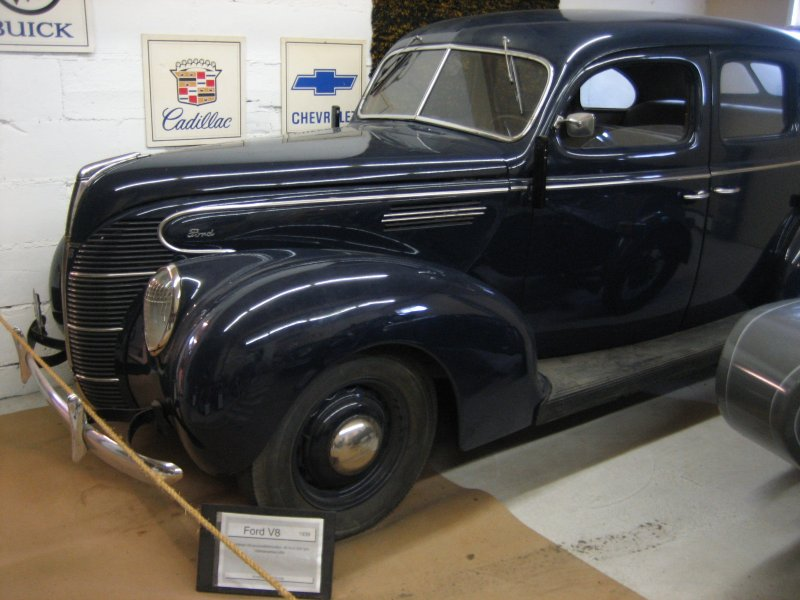
Ford Model V81939

Em 1938, a Ford anunciou um novo facelift para seus carros. Apenas dois motores V8 foram oferecidos, um de 60 hp (45 kW) e outro de 85 hp (63 kW). Um novo painel de bordo foi criado para o o ano de 1938, agora ele contava com controles embutidos para segurança do motorista.